# Pseudexostoma longipterus
Pseudexostoma longipterus es una especie de peces de la familia Sisoridae en el orden de los Siluriformes.

## Morfología
• Los machos pueden llegar alcanzar los 9,9 cm de longitud total.

## Hábitat
Es un pez de agua dulce y de clima templado.

## Distribución geográfica
Se encuentran en Asia:  cuenca del río Salween.